# Stationsgräns
Stationsgräns på järnvägar var gränsen mellan en järnvägsstation och linjen eller mellan två stationer. Sedan 31/5 2009 då JTF infördes är termen driftplatsgräns eller driftplatsdelsgräns.